# Violito Payla
Violito Payla (8 januari 1979) is een Filipijns amateurbokser. Payla bokst in de lichtvlieggewicht klasse. In 2006 won Payla een gouden medaille op de Aziatische Spelen.

## Carrière
Payla nam deel aan de Aziatische Spelen 2002, waar hij in de eerste ronden won van Tulashboy Doniyorov uit Oezbekistan. Daarna verloor hij echter van Karim Nouman. Bij de Olympische Spelen 2004 in Athene behaalde Payla de laatste 32. Hij verloor hier ditmaal van Tulashboy Doniyorov met 36-26. Bij de Aziatische Spelen 2006 behaalde hij zijn grootste prestatie tot dan toe. Hij won er de gouden medaille. In de halve finale versloeg hij Yang Bo, die in de kwartfinale van wereldkampioen Lee had gewonnen. In de finale won hij van de wereldkampioen uit 2003 Somjit Jongjohor uit Thailand met 31-15.